# 토르게르드 홀가브루드와 이르파

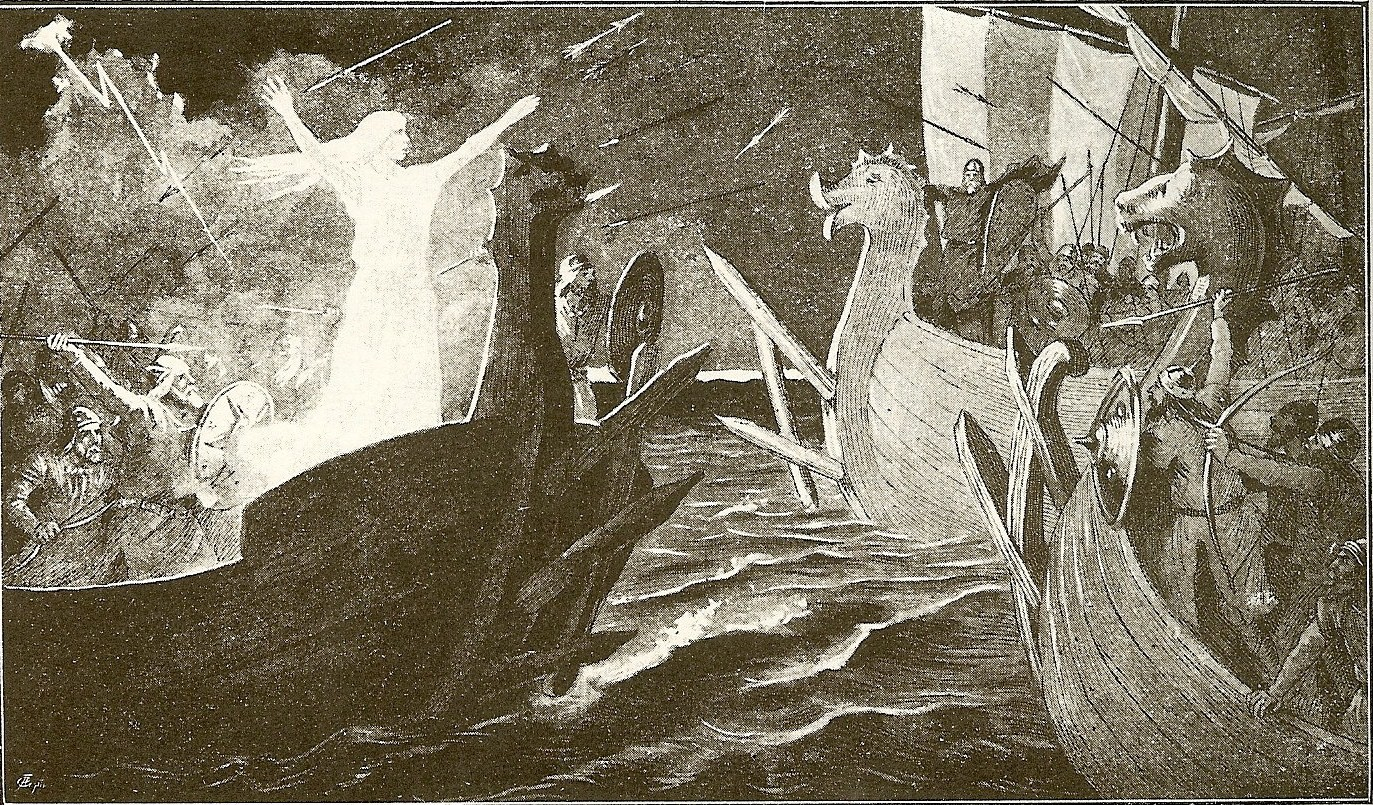

토르게르드 홀가브루드(고대 노르드어: Þorgerðr Hǫlgabrúðr)와 이르파(고대 노르드어: Irpa)는 노르드 신화의 아쉬뉴르이다. 토르게르드와 이르파는 《욤스바이킹의 사가》, 《냘의 사가》, 《토를레이프 야를스스칼드》에 함께 언급된다. 이르파는 위 출전들을 제외하고는 다른 곳에서는 언급되는 바가 없으나, 토르게르드는 《신 에다》 중 〈시어법〉, 《페레잉가 사가》, 《하르다르와 홀름베랴 사가》에도 등장하고 《송어 케틸의 사가》에도 언급된다. 토르게르드는 하콘 시구르드손(? ~ 995년)과 관련되어 언급되는 경우가 많다. 토르게르드와 이르파는 자매지간이라 하며, 이 두 여신의 정체가 무엇이고 어떤 역할을 맡고 있는지, 이름의 의미가 무엇인지에 대해서는 다양한 학설이 분분하다.